# Isenay
Isenay é uma comuna francesa na região administrativa de Borgonha-Franco-Condado, no departamento Nièvre. Estende-se por uma área de 21,6 km². Em 2010 a comuna tinha 100 habitantes (densidade: 4,6 hab./km²).